# Porter (MBTA-Station)
Porter ist der Name einer U-Bahn-Station der Massachusetts Bay Transportation Authority (MBTA) in Cambridge im Bundesstaat Massachusetts der Vereinigten Staaten. Sie bietet am Porter Square Zugang zur Linie Red Line und zu MBTA-Commuter-Rail-Zügen der Fitchburg Line.

## Geschichte
Bereits in den 1840er Jahren gab es an der Stelle der heutigen U-Bahn-Station einen Haltepunkt der Fitchburg Line mit dem Namen Porter’s Station. Der letzte Bahnhof ohne Anbindung an das U-Bahn-Netz wurde 1937 von der Boston and Maine Railroad errichtet. 1984 folgte dann ein weiterer Neubau, um die Red Line anzubinden.

## Bahnanlagen

### Gleis-, Signal- und Sicherungsanlagen
Der U-Bahnhof verfügt über zwei Gleise sowohl für die Züge der Red Line als auch für die Züge der Fitchburg Line. Die Commuter-Rail-Züge sind über einen Mittelbahnsteig zugänglich, während die Züge der Red Line auf zwei unterschiedlichen Ebenen fahren und sich daher die zugehörigen Seitenbahnsteige ebenfalls nicht auf einem gemeinsamen Niveau befinden.

### Gebäude
Der U-Bahnhof befindet sich an der Adresse Massachusetts Avenue at Somerville Avenue und ist vollständig barrierefrei zugänglich. Mit einer Tiefe von 105 ft (32 m) ist die Station die am tiefsten gelegene im gesamten System der MBTA. Das Gebäude ist auf insgesamt fünf Ebenen in unterschiedlichen Tiefen angelegt.

## Umfeld
An der Station besteht eine Anbindung an fünf Buslinien der MBTA, zusätzlich stehen 34 Abstellplätze für Fahrräder zur Verfügung.
Im Rahmen des Programms Arts on the Line wurden in der Station sowie außerhalb davon sechs Kunstwerke installiert, von denen noch fünf existieren:
- Das Werk „Gift of the Wind“ von Susumu Shingu besteht aus einer 46 ft (14 m) hohen Skulptur, deren rote Flügel sie nach dem jeweils herrschenden Wind ausrichten.
- 24 ft (7,3 m) hoch ist ein von Carlos Dorrien erschaffener wellenförmiger Granitblock mit dem Titel „Ondas“, der eine der Außenwände der Station zu durchbrechen scheint und sowohl von innen als auch von außen sichtbar ist.
- Eine Vielzahl von Handschuhen aus Bronze unterschiedlicher Form und Größe wurde von Mags Harries mit dem Titel „Glove Cycle“ in der Station verteilt.
- Ein Kunstwerk ohne Namen von William Reimann besteht aus sechs Pollern aus Granit, in die verschiedene ethnische Designs eingraviert wurden.
- Die „Porter Square Megaliths“ von David Phillips sind vier Felsbrocken, aus denen große Stücke zuerst entfernt und dann als Bronzereplik wieder eingesetzt wurden.
- Im Zwischengeschoss der Station befand sich bis 1993 das von William Wainwright installierte Kunstwerk „The Lights at the End of the Tunnel“, das ein großes reflektierendes Mobile darstellte. Es fiel jedoch ein Bleigewicht herunter, so dass das Werk entfernt werden musste.